# II Вспомогательный легион
II Вспомогательный легион (лат. Legio II Adiutrix) — римский легион эпохи империи.
Был сформирован в 70 году. Легион принимал участие в подавлении Батавского восстания, позднее был передислоцирован в Британию. К концу I века подразделение было переброшено на дунайскую границу, где стояло лагерем вплоть до конца своего существования. Однако в разное время легион использовался в кампаниях на восточной границе. Последние упоминания о нём относятся к началу V века.
Эмблемой II Вспомогательного легиона был козерог, но также использовался и крылатый конь Пегас.

## История легиона

### Эпоха династии Флавиев

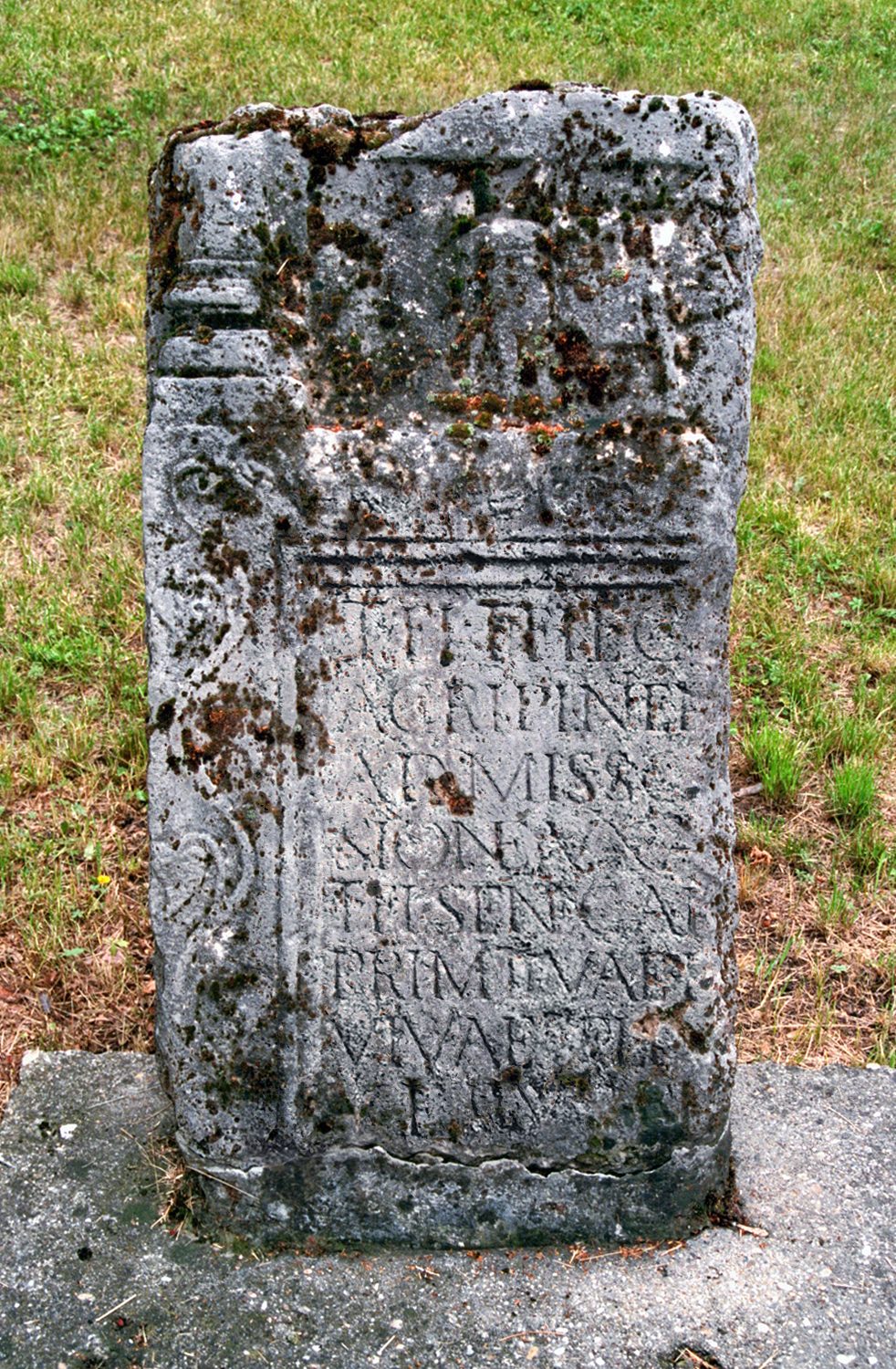
Надгробная надпись Тита Флавия, служившего в кавалерии легиона и умершего в начале II века

II Вспомогательный легион был сформирован Антонием Примом в начале марта 70 года по приказу императора Веспасиана, который недавно взошёл на престол. Он был образован из солдат морской пехоты Равеннского флота, принявших сторону Веспасиана во время войны против его соперника по борьбе за императорский трон Вителлия. По всей видимости, перевод морских пехотинцев в более высокий статус легионеров мог быть наградой за определённые заслуги. Этим же может быть объяснено и то, что подразделение с первых дней своего существования носило почётный титул «Преданный и верный» (лат. Pia Fidelis), упоминаемый в военном дипломе от марта 70 года.
Боевое крещение II Вспомогательный легион получил летом 70 года, когда он сражался под руководством Квинта Петиллия Цериала с восставшими батавами. Армия, в состав которой входили также VI Победоносный, XIV Парный и XXI Стремительный легионы, разгромила лидера повстанцев Гая Юлия Цивилиса у Кастры Ветеры. В течение зимы 70/71 года II Вспомогательный легион оставался в лагере в Новиомаге после чего его сменил X Парный легион. Затем подразделение последовало в Британию, где Квинту Петиллию Цериалу было поручено подавить мятеж бригантов, возглавляемых царём Венуцием. Ряд надписей свидетельствуют, что легион был размещён в Деве и Линде, но нельзя точно установить, в какой последовательности он находился в каждом из этих городов. Однако, вероятно, первоначально подразделение дислоцировалось в Линде, где сменило IX Испанский легион. Когда Гней Юлий Агрикола был назначен наместником Британии, II Вспомогательный легион, вероятно, был переброшен в Деву около 78 года (или 74 года), в устье реки Ди на северной границе Уэльса. Там он боролся против племени ордовиков и занял остров Мона (современный Англси). В последующие годы, когда Агрикола попытался покорить территорию Шотландии, II Вспомогательный легион, по-видимому, служил в качестве стратегического резерва в Уэльсе.
После того, как Агрикола был отозван со своего поста, подразделение в течение небольшого промежутка времени (83/84 год) дислоцировалось в Кастра Пинната у реки Тей. В 87 году оно было переведено в район нижнего течения Дуная, где должно было принять участие в войне императора Домициана против даков. Лагерь легиона, возможно, располагался в Акуминке вблизи слияния рек Тиса и Дунай (в 40 километрах к северу от Белграда). По альтернативной версии он находился в Сирмии. Тем не менее, перемещение войск в Мёзии в эпоху правления Домициана до сих пор остаётся предметом научных споров.
Даки вторглись на территорию Римской империи в 86 году и одержали победу над легионами, которые должны были защищать провинцию Мёзия. В 88 году большая римская армия вторглась в Дакию и нанесла поражение дакам в сражении при Тапах. II Вспомогательный легион был одним из девяти легионов, вовлеченных в кампанию. Но восстание наместника Верхней Германии Луция Антония Сатурнина в 89 году помешало закрепить окончательный успех. Известна могила центуриона, скончавшегося во время дакийского похода. В 92/93 году легион принимал участие в кампании против свевов и сарматов.
Одним из офицеров легиона в рассматриваемое время был будущий император Адриан. Он занимал должность военного трибуна в 94/95 году. Кроме того, в то время в подразделении служил центурионом Квинт Марций Турбон, префект претория при Адриане.

### Эпоха династии Антонинов

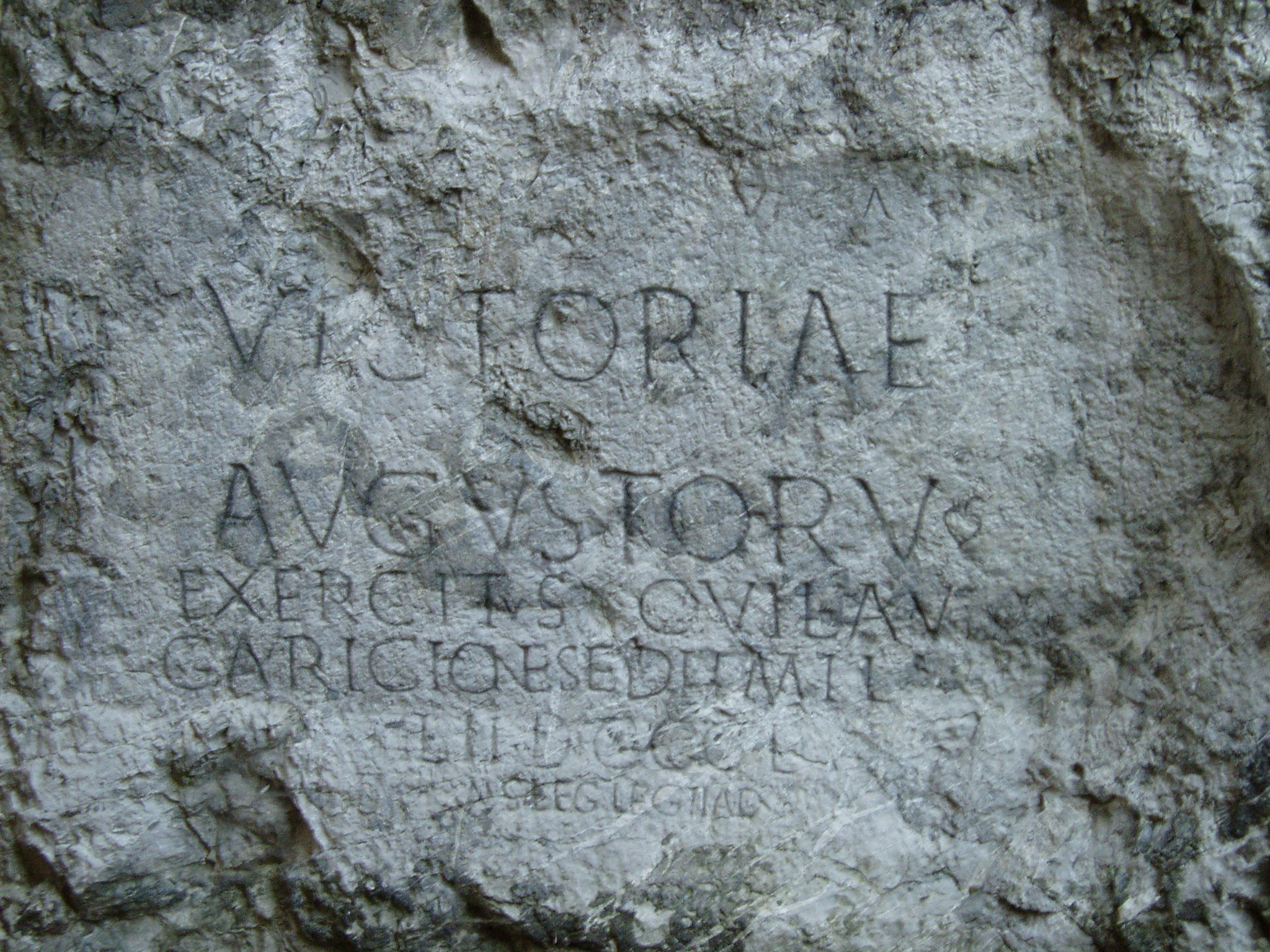
Надпись из Лавгарициона с упоминанием солдат II Вспомогательного легиона и возглавлявшего их Валерия Максимиана

Во время дакийских войн императора Траяна (101—106 годы) II Вспомогательный и IV Счастливый Флавиев легионы дислоцировались в Сингидуне. После того, как боевые действия прекратились, подразделение стало лагерем в столице провинции Нижняя Паннония Аквинк. Здесь II Вспомогательный легион оставался в течение следующих столетий. Новый легионный лагерь был построен на месте старой крепости, где ранее находилось подразделение кавалеристов. Некоторое учёные относят передислокацию легиона в Аквинк к середине II века.
Наместник Квинт Марций Турбон возглавил II Вспомогательный легион, присоединившийся к кампании, которая началась в Нижней Мёзии осенью 117 года и прекратилась к 118 году. Главными противниками римской армии были языги, обитавших в восточной части Венгрии, которые действовали вместе с другим сарматским племенем, роксоланами, нападавшими в 117 году на римскую провинцию в Дакии. Причины этих напряжённых отношений римлян и приграничных народов кроются ещё в доримской истории Дакии. Последний правитель Дакии Децебал захватил восточные районы своих владений у языгов и поэтому они выступили на стороне римлян во время походов Траяна. И несмотря на обещания римлян, сарматы так и не получили утраченные земли, на что они ответили в будущем несколькими набегами. Расположенная на дунайской границе и возведённая из дерева и земли крепость Кастра Ульцисия («Лагерь волка») была, вероятно, перестроена в конце правления Траяна солдатами I когорты фракийцев и II Вспомогательного легиона. В 137 году, по всей видимости, II Вспомогательный легион участвовал в задунайских кампаниях Луция Элия Цезаря.

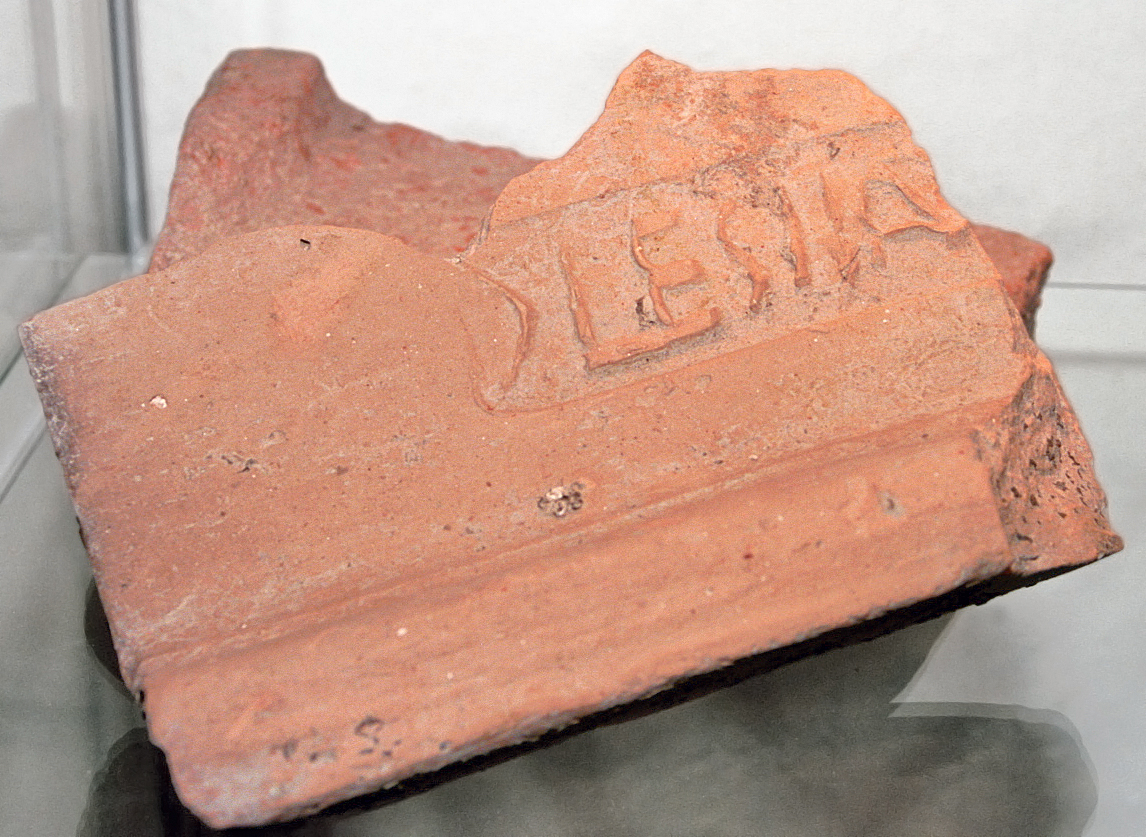
Кирпич с клеймом II Вспомогательного легиона из Кастра Ульцисия

Солдаты легиона исполняли также ряд гражданских мероприятий, таких как строительство общественного здания в Мурсе. Отдельные легионеры выполняли различные поручения наместника административного характера. Период правления Антонина Пия был отмечен спокойствием, царившим на дунайской границе, поэтому вексилляция II Вспомогательного легиона была переброшена на африканский континент, чтобы бороться против мавров в провинции Мавретания Цезарейская. В течение II и III века основную тяжесть ведения боевых действий несли на себе II Вспомогательный легион и многочисленные вспомогательные войска, в то время как IV Счастливый Флавиев служил в качестве резерва. Таким образом, при Луции Вере II Вспомогательный легион был сменён в Аквинке вексилляцией IV Счастливого Флавиева и переброшен на восток, где под командованием легата Квинта Антистия Адвента Постумия Аквилина участвовал в парфянской кампании. Во время маркоманской войны императора Марка Аврелия подразделение понесло такие потери, что римское руководство было вынуждено перебросить отряды III Августова легиона в Аквинк для восстановления его боеспособности. Зимой 179/180 года Валерий Максимиан зимовал с несколькими сотнями солдат II Вспомогательного легиона в Лавгариционе в современной Словакии. Луций Арторий Каст, послуживший историческим прототипом образа короля Артура, некоторое время был центурионом II Вспомогательного легиона.

### Эпоха династии Северов и солдатских императоров

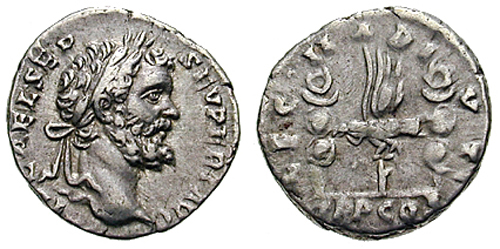
Денарий Септимия Севера с упоминанием II Вспомогательного легиона

В 193 году II Вспомогательный легион поддержал наместника Верхней Паннонии Септимия Севера в борьбе за императорский трон. В 193/194 году он, вероятно, принимал участие в кампании против соперника Севера Песценния Нигера во Фракии и малоазиатских провинций, а также в двух парфянских походах в 195 и 197/198 годах. В 202 году подразделение вернулось в Аквинк. Легион, или, по крайней мере, его вексилляции участвовали в войне Каракаллы против алеманнов в 213 году, а в 214—217 годах сражался против парфян. При Каракалле или Гелиогабале солдаты легиона построили дорогу от Сингидуна до Аквинка. Отдельные подразделения в III веке стояли возле излучины Дуная в Кирпи и, очевидно, в Кастра Ульцисия.
II Вспогательный легион также воевал и с персами при Александре Севере или Гордиане III. Возможно, он участвовал в дакийских походах Максимина I Фракийца. Подразделение упоминается на монетах эпохи правления императора Галлиена. В 268 году под руководством префекта Аврелия Фронтина легионеры II Вспомогательного восстановили Большие термы (лат. Thermae maiores) в Аквинке. В 269 году они сражались с готами под командованием Клавдия II. При этом императоре легион получил почётный титул он имел титул «Постоянный» (лат. Constans). Известны статуи Гордиана III И Клавдия II с посвятительными надписями от солдат II Вспомогательного легиона.

### Поздняя античность
При Констанции I Хлоре вексилляция легиона дислоцировалась в Могонциаке. В 395 году из состава легиона было выделено подразделение, получившее название Acincenses и статус псевдокомитата, и отдано под руководство магистра конницы Галлии или дукса Могонциака. Согласно Notitia Dignitatum, около 400 года подразделения II Вспомогательного легиона, имевший статус лимитана, во главе со своими префектами находились в Аквинке, Флорентии, Тавтанте, Кирпи и Луссонии под началом дукса Валерии Прибрежной. Затем следы легиона теряются.